# Frédéric Amorison
Frédéric Amorison (Belœil, Hainaut, 16 de febrer de 1978) és un ciclista belga, professional des del 2002 al 2014.
En el seu palmarès destaquen dues edicions de la Fletxa flamenca, el 2011 i 2012.

## Palmarès
- 2002
  - 1r al Sparkassen Giro Bochum
  - Vencedor d'una etapa del Tour de la Regió Valona
- 2010
  - 1r a l'A través del Hageland
  - 1r al Gran Premi de Vichte
- 2011
  - 1r a la Fletxa flamenca
- 2012
  - 1r a la Fletxa flamenca
  - 1r al Gran Premi Jean-Pierre Monseré